# توفند (فیلم ۲۰۱۸)
توفند (Hurricane) که با نام‌های دیگری چون توفند: اسکادران ۳۰۳، عملیات افتخار و ۳۰۳: نبرد بریتانیا هم شناخته می‌شود، یک فیلم زندگی‌نامه‌ای جنگی است که در سال ۲۰۱۸ منتشر شد.

## گزیدهٔ بازیگران
برخی از بازیگران فیلم عبارتند از:
- ایوان ریان
- میلو گیبسون
- استفانی مارتینی
- مارچین دوروچینسکی
- کریشتف هادک
- نیکلاس فارل
- فیلیپ پوآویاک
- رادوسواف کائیم